# Liste der Kulturgüter in Bioggio
Die Liste der Kulturgüter in Bioggio enthält alle Objekte in der Gemeinde Bioggio im Kanton Tessin, die gemäss der Haager Konvention zum Schutz von Kulturgut bei bewaffneten Konflikten, dem Bundesgesetz vom 20. Juni 2014 über den Schutz der Kulturgüter bei bewaffneten Konflikten sowie der Verordnung vom 29. Oktober 2014 über den Schutz der Kulturgüter bei bewaffneten Konflikten unter Schutz stehen.
Objekte der Kategorien A und B sind vollständig in der Liste enthalten, Objekte der Kategorie C fehlen zurzeit (Stand: 1. Januar 2023).

## Kulturgüter
| Foto |                                                                                                   | Objekt | Kat. | Typ | Standort                               | Beschreibung |
| ---- | ------------------------------------------------------------------------------------------------- | --- | ---- | --- | -------------------------------------- | ------------ |
| ja   | Datei hochladen · Wikidata zu Römische Kultstätte und antike Siedlung von San Maurizio (Q3621978) | Römische Kultstätte und antike Siedlung von San Maurizio / Luogo di culto romano e antico insediamento di San Maurizio KGS-Nr.: 10518 | A    | F   | Via S. Maurizio 713650 / 96849         |              |
| ja   | Datei hochladen · Wikidata zu Riva Palast (Q3890768)                                              | Riva Palast / Palazzo Riva KGS-Nr.: 05315                                                                                             | B    | G   | Contrada alla Cantina 1 713779 / 97006 |              |
| ja   | Datei hochladen · Wikidata zu Pfarrkirche San Maurizio (Q3671180)                                 | Pfarrkirche San Maurizio / Chiesa parrocchiale di San Maurizio KGS-Nr.: 05316                                                         | B    | G   | Via S. Maurizio 6 713598 / 96889       |              |
| ja   | Datei hochladen · Wikidata zu Oratorium San Ilario (Q3672829)                                     | Oratorium San Ilario / Oratorio di Sant’Ilario KGS-Nr.: 05317                                                                         | B    | G   | Salita Sant’Ilario 4 713585 / 97411    |              |